# Cyamon quadriradiatum
Cyamon quadriradiatum är en svampdjursart som först beskrevs av Carter 1880.  Cyamon quadriradiatum ingår i släktet Cyamon och familjen Raspailiidae. Inga underarter finns listade i Catalogue of Life.